# Пик-фактор
Пик-фактор (также крест-фактор — англ. crest factor, коэффициент амплитуды) — параметр формы таких сигналов, как переменный ток (его электрическое напряжение или сила тока) или звуковое давление, показывающий отношение пикового (амплитудного) значения к действующему (среднему квадратическому) значению. Пик-фактор всегда больше или равен единице. Единица означает, что в форме сигнала нет пиковых значений (примером такого сигнала является меандр).
Квадрат пик-фактора называется отношением пиковой мощности к средней мощности (англ. peak-to-average power ratio, PAPR, также — PAR) и выражает отношение пиковой мощности к средней мощности. Пик-фактор — безразмерная величина и для удобства часто выражается (и измеряется) в децибелах. Так, пик-фактор напряжения синусоидальной формы, выраженный в абсолютных единицах, равен примерно 1,414, а пик-фактор мощности равен 2. И то и другое значение, выраженное в децибелах, соответствует 3,01 дБ.
Так называемый крест-фактор нагрузки характеризует способность источника бесперебойного питания работать с нелинейной нагрузкой, потребляющей импульсный ток. Определяется как отношение амплитуды импульсного тока в нелинейной нагрузке к амплитуде тока синусоидальной формы при эквивалентной потребляемой мощности. По другому определению, это отношение амплитудного значения тока в нелинейной нагрузке к действующему значению тока линейной нагрузки при эквивалентной потребляемой мощности.

## Примеры
Показаны значения пик-фактора для некоторых форм сигнала. Все пиковые значения приведены к 1.
| Тип сигнала                                | Форма сигнала | Среднее квадратическое значение                    | Пик-фактор                                          | PAPR (dB)                                                              |
| ------------------------------------------ | ------------- | -------------------------------------------------- | --------------------------------------------------- | ---------------------------------------------------------------------- |
| Синусоида                                  |               | {\displaystyle {1 \over {\sqrt {2}}}\approx 0,707} | {\displaystyle {\sqrt {2}}\approx 1,414}            | 3,01 dB                                                                |
| Выпрямленная полноволновая синусоида       |               | {\displaystyle {1 \over {\sqrt {2}}}\approx 0,707} | {\displaystyle {\sqrt {2}}\approx 1,414}            | 3,01 dB                                                                |
| Выпрямленная полуволновая синусоида        |               | {\displaystyle {1 \over 2}=0,5}                    | {\displaystyle 2\,}                                 | 6,02 dB                                                                |
| Треугольный сигнал                         |               | {\displaystyle {1 \over {\sqrt {3}}}\approx 0,577} | {\displaystyle {\sqrt {3}}\approx 1,732}            | 4,77 dB                                                                |
| Меандр                                     |               | 1                                                  | 1                                                   | 0 dB                                                                   |
| Широтно-импульсная модуляция, V(t) ≥ 0,0 V |               | {\displaystyle {\sqrt {\frac {t_{1}}{T}}}}         | {\displaystyle {\sqrt {\frac {T}{t_{1}}}}}          | {\displaystyle 20\log {\mathord {\left({\frac {T}{t_{1}}}\right)}}} dB |
| Фазовая манипуляция 8-PSK                  |               |                                                    |                                                     | 3,3 dB                                                                 |
| 8VSB                                       |               |                                                    |                                                     | 6,5—8,1 dB                                                             |
| Квадратурная модуляция 64-QAM              |               | {\displaystyle {\sqrt {\frac {3}{7}}}}             | {\displaystyle {\sqrt {\frac {7}{3}}}\approx 1,542} | 3,7 dB                                                                 |
| {\displaystyle \infty }-QAM                |               | {\displaystyle {1 \over {\sqrt {3}}}\approx 0,577} | {\displaystyle {\sqrt {3}}\approx 1,732}            | 4,8 dB                                                                 |
| Несущая линии связи WCDMA                  |               |                                                    |                                                     | 10,6 dB                                                                |
| OFDM                                       |               |                                                    | 4                                                   | ~ 12 dB                                                                |
| GMSK                                       |               | 1                                                  | 1                                                   | 0 dB                                                                   |
| Гауссовский шум                            |               | {\displaystyle \sigma }                            | {\displaystyle \infty }                             | {\displaystyle \infty } dB                                             |
| Линейная частотная модуляция               |               | {\displaystyle {1 \over {\sqrt {2}}}\approx 0,707} | {\displaystyle {\sqrt {2}}\approx 1,414}            | 3,01 dB                                                                |
| Речевой сигнал в канале тональной частоты  |               |                                                    | ~ 5                                                 | ~ 14 dB                                                                |

## Снижение пик-фактора
Пик-фактор в системах электросвязи определяет жёсткие требования к линейности аналоговых трактов передачи и разрядности аналого-цифровых и цифро-аналоговых преобразователей — чем выше его значение, тем сложнее реализация устройств, поддерживающих данный тип сигнала. Так, одной из проблем привлекательного по ряду характеристик метода модуляции OFDM является высокое значение пик-фактора. Следствие этого — значительное недоиспользование выходных усилителей передатчиков по мощности, что приводит к необходимости уменьшения средней мощности излучаемого сигнала и, соответственно, к ухудшению помехоустойчивости приёма. Поэтому предложено большое количество способов для его снижения.

## Применение

### В акустике
Акустические сигналы — в том числе музыкальные, если их рассматривать в большом интервале времени — обычно относят к случайным процессам. Для таких сигналов введено понятие квазимаксимального уровня, при котором относительная длительность существования уровней выше его равна 2 % для музыкальных сигналов и 1 % для речевых, информационных. Также используется понятие длительного среднего (усреднённого) уровня, измеренного прибором с постоянной времени 15 секунд для речи и 1 минута для музыки. Пик-фактором называют разность между квазимаксимальным и усреднённым уровнями за длительный промежуток времени (15 секунд для речи и 1 минута для музыки) — он показывает, насколько надо понизить усреднённый уровень передачи по сравнению с уровнем ограничения в канале, чтобы не перегружать канал. Пик-фактор для музыкальных сигналов доходит до 25 дБ и более. При телефонном разговоре пик-фактор составляет: 12 дБ — для речи со средним уровнем, 18 дБ — для громкой речи, 8 дБ — для тихой.

### В электросвязи
Так называемый первичный сигнал электросвязи характеризуется рядом параметров, среди которых средняя мощность за некоторый период усреднения, например 1 минута или 1 час. Также рассматривается максимальная мощность — под ней понимается мощность эквивалентного синусоидального сигнала, амплитуда которого превышается мгновенными значениями переменной составляющей сигнала с определённой малой вероятностью. Для различных видов сигналов значение этой вероятности принимается равным 10−2, 10−3 и даже 10−5, например для телефонного речевого сигнала. Пик-фактором называется отношение определённой таким образом максимальной мощности сигнала к его средней мощности. Пиковая мощность речевого сигнала, передаваемого по каналу тональной частоты, ограничивается специальными устройствами. Расчётное значение пик-фактора составляет 14 дБ.